# Rozszerzalność cieplna
Rozszerzalność cieplna, rozszerzalność termiczna – zależność rozmiarów ciał od ich temperatury; wyróżnia się dwie główne odmiany tego zjawiska:
- zmiana długości to rozszerzalność liniowa;
- zmiana objętości to rozszerzalność objętościowa.

Zwykle ogrzewanie ciał zwiększa ich rozmiary, jednak zdarza się też zjawisko odwrotne: rozszerzalność anomalna.

## Rozszerzalność liniowa
Przyjmuje się, że zmiana długości jest proporcjonalna do zmiany temperatury, co wyraża wzór na rozszerzalność liniową:
{\displaystyle x=x_{0}(1+\alpha \Delta T),}
gdzie:
{\displaystyle x} – długość przedmiotu po zmianie temperatury,
{\displaystyle x_{0}} – długość początkowa,
{\displaystyle \alpha } – współczynnik rozszerzalności liniowej,
{\displaystyle \Delta T} – przyrost temperatury.
Współczynnik rozszerzalności oznacza o ile zwiększa się długość jednostki długości po ogrzaniu o jednostkę temperatury (1 K). Wyraża się wzorem:
{\displaystyle \alpha ={\frac {x-x_{0}}{x_{0}\Delta T}}={\frac {\Delta x}{x_{0}\Delta T}}.}
Jednostką współczynnika rozszerzalności liniowej jest odwrotność kelwina
{\displaystyle [\alpha ]={\frac {1}{K}}.}
Rozszerzalność liniową określa się tylko dla ciał stałych.

## Dokładność
Jest to tylko prawo przybliżone, stosunkowo dokładne tylko w wąskim zakresie temperatur. W różnych temperaturach współczynnik rozszerzalności może przyjmować różne wartości. Wzór na liniową rozszerzalność cieplną jest prawdziwy jedynie dla izotropowych ciał polikrystalicznych, ponieważ zawiera on średni (co do kierunku) współczynnik rozszerzalności. Większość monokryształów wykazuje anizotropowe właściwości rozszerzalności cieplnej, np. kryształ kalcytu przy zmianie temperatury w jednym kierunku kurczy się, a w drugim rozszerza. Można określać wówczas współczynniki rozszerzalności wzdłuż osi głównych kryształu. Przy niezbyt dużej zmianie temperatury współczynnik rozszerzalności termicznej jest wystarczająco dokładnym parametrem, aby przy jego pomocy szacować zmiany kształtów materiałów podczas ich ogrzewania.

## Zjawisko w życiu codziennym
Przykłady rozszerzalności temperaturowej:
- połączenia szyn kolejowych i stalowe konstrukcje mostów wymagają stosowania szczelin lub elementów dylatacyjnych
- Kable telefoniczne i elektryczne w instalacjach napowietrznych zmieniają swą długość, co powoduje ich zwisanie wyżej (zimą) lub niżej (latem).
- płytki bimetalowe w wyłącznikach termostatycznych (np. w żelazku, lodówce) zmieniają swój kształt załączając lub rozłączając obwody elektryczne; w termometrach bimetalowych działają poprzez dźwignię na wskazówkę.
- przedmioty mogące się po sobie przesuwać z pewnymi oporami, przy zmianach temperatury zmieniają wzajemne usytuowanie, powodując przy tym różnorakie szmery i trzaski często słyszalne podczas użytkowania pieców, lamp oświetleniowych, nagrzewających się urządzeń elektrycznych, a także w domu nocą, gdy temperatura spada.
- może być przyczyną pękania powierzchni klejonych, gdy współczynniki rozszerzalności klejonych obiektów i spoiny klejowej różnią się zbytnio, a klej nie jest elastyczny.
- zjawisko rozszerzalności cieplnej gazów można także wykorzystywać, naprawiając w prosty sposób zgniecioną piłeczkę pingpongową. Powietrze wewnątrz ogrzanej piłeczki rozszerza się i nadaje jej poprzedni kształt.
- balon zwiększa swoje rozmiary i może pęknąć, gdy z zimnego otoczenia przyniesiemy go do ciepłego pokoju.

## Rozszerzalność objętościowa
Ciecze nie mają własnej długości dlatego określa się rozszerzalność objętościową opisaną wzorem
{\displaystyle V=V_{0}(1+\beta \Delta T),}
gdzie:
{\displaystyle V} – objętość cieczy po zmianie temperatury,
{\displaystyle V_{0}} – objętość początkowa,
{\displaystyle \beta } – współczynnik rozszerzalności objętościowej.
Współczynnik rozszerzalności określa o ile zwiększa się objętość 1 m³ po zwiększeniu temperatury o 1 K. Wyraża się wzorem:
{\displaystyle \beta ={\frac {V-V_{0}}{V_{0}\Delta T}}={\frac {\Delta V}{V_{0}\Delta T}}.}
Jednostką współczynnika rozszerzalności objętościowej jest taka sama jak jednostka współczynnika rozszerzalności liniowej. Rozszerzalność objętościowa i liniowa są powiązane przybliżoną relacją
{\displaystyle \beta =3\alpha .}
Zależność tę można otrzymać po podniesieniu wzoru na objętość liniową do trzeciej potęgi i przyjęciu odpowiednich przybliżeń. Obowiązuje ona tylko dla ciał izotropowych ze względu na rozszerzalność cieplną.
Większość ciał zwiększa swą objętość w wyniku wzrostu temperatury, znanych jest jednak kilka wyjątków. Najbardziej znanym przykładem odstępstwa od reguły jest woda, która w zakresie od 0 °C do 4 °C zmniejsza swoją objętość przy wzroście temperatury.
Objętość gazów zależy nie tylko od temperatury, ale też od ciśnienia, dlatego dla gazów współczynnik rozszerzalności objętościowej zależy od ciśnienia i można go obliczyć z równań Clapeyrona.

## Zastosowania
- ciało stałe
  - zjawisko rozszerzalności temperaturowej wykorzystuje się do produkcji różnego typu termometrów metalowych (prętowych). W metalowej rurce umieszcza się pręt wykonany z innego metalu. Miarą temperatury jest różnica długości pręta i rurki. Zaletą termometrów metalowych jest duży zakres mierzonych temperatur, zaś wadą mała dokładność.
  - budując drogę z betonową nawierzchnią, zostawia się szczeliny, aby beton miał miejsce na rozszerzanie się w upalne dni. To samo dotyczy też torów kolejowych, gdzie w podobny sposób układa się szyny.
- ciecze:
  - zjawisko objętościowej rozszerzalności temperaturowej cieczy znalazło praktyczne zastosowanie w termometrach cieczowych. Termometr taki zbudowany jest z bardzo cienkiej szklanej rurki zatopionej z jednej strony i zakończonej z drugiej strony zbiorniczkiem zawierającym ciecz. Wraz ze wzrostem temperatury ciecz rozszerza się i jej poziom w rurce podnosi się. Rurka również się rozszerza, ale znacznie słabiej niż ciecz. Przy obniżeniu temperatury ciecz kurczy się i jej poziom w rurce obniża się. Wzdłuż rurki umieszczana jest skala. Rurka ze zbiorniczkiem jest najczęściej wykonana ze szkła kwarcowego (odpornego na wysoką temperaturę)
- gazy:
  - zjawisko rozszerzalności temperaturowej gazów wykorzystuje się np. w termometrach gazowych lub silnikach Stirlinga

| Materiał                             | współczynnik liniowy α w 20 °C (10−6 K−1) | współczynnik objętościowy αV w 20 °C (10−6 K−1) | Uwagi                                                         |
| ------------------------------------ | ----------------------------------------- | ----------------------------------------------- | ------------------------------------------------------------- |
| Aluminium                            | 23,1                                      | 69                                              |                                                               |
| Arsenek galu                         | 5,8                                       | 17,4                                            |                                                               |
| Azotek glinu                         | 5,3                                       | 4,2                                             |                                                               |
| Benzocyklobuten                      | 42                                        | 126                                             |                                                               |
| Benzyna                              | 317                                       | 950                                             |                                                               |
| Cement                               | 12                                        | 36                                              |                                                               |
| Daglezja zielona                     | 27                                        | 75                                              | promieniowo                                                   |
| Daglezja zielona                     | 45                                        | 75                                              | stycznie                                                      |
| Daglezja zielona                     | 3,5                                       | 75                                              | równolegle do włókien                                         |
| Dąb                                  | 54                                        |                                                 | prostopadle do włókien                                        |
| Diament                              | 1                                         | 3                                               |                                                               |
| Etanol                               | 250                                       | 750                                             |                                                               |
| Fosforek indu                        | 4,6                                       | 13,8                                            |                                                               |
| Guma                                 |                                           |                                                 |                                                               |
| Inwar                                | 1,2                                       | 3,6                                             |                                                               |
| Kapton                               | 20                                        | 60                                              | polimer DuPont Kapton 200EN                                   |
| Krzem                                | 3                                         | 9                                               |                                                               |
| Kwarc                                | 0,33                                      | 1                                               |                                                               |
| Kwarc (stopiony)                     | 0,59                                      | 1,77                                            |                                                               |
| Macor                                | 9,3                                       |                                                 | szkło ceramiczne do obróbki mechanicznej Corning Inc.         |
| Magnez                               | 26                                        | 78                                              |                                                               |
| Miedź                                | 17                                        | 51                                              |                                                               |
| Molibden                             | 4,8                                       | 14,4                                            |                                                               |
| Mosiądz                              | 19                                        | 57                                              |                                                               |
| Nikiel                               | 13                                        | 39                                              |                                                               |
| Ołów                                 | 29                                        | 87                                              |                                                               |
| PVC/PCW                              | 52                                        | 156                                             |                                                               |
| Platyna                              | 9                                         | 27                                              |                                                               |
| Polipropylen                         | 150                                       | 450                                             |                                                               |
| Rtęć                                 | 61                                        | 182                                             |                                                               |
| Sitall                               | 0±0,15                                    | 0±0,45                                          | średnia z zakresu −60 °C do 60 °C materiał szkło-krystaliczny |
| Srebro                               | 18                                        | 54                                              |                                                               |
| Stal                                 | 11,0 ~ 13,0                               | 33,0 ~ 39,0                                     | zależne od stopu                                              |
| Stal nierdzewna                      | 17,3                                      | 51,9                                            |                                                               |
| Stal węglowa                         | 10,8                                      | 32,4                                            |                                                               |
| Szafir                               | 5,3                                       |                                                 | równoległy do osi C, lub [001]                                |
| Szkło                                | 8,5                                       | 25,5                                            |                                                               |
| Szkło borokrzemowe                   | 3,3                                       | 9,9                                             |                                                               |
| Tytan                                | 8,6                                       |                                                 |                                                               |
| Węglik krzemu                        | 2,77                                      | 8,31                                            |                                                               |
| Woda                                 | 69                                        | 207                                             |                                                               |
| Wolfram                              | 4,5                                       | 13,5                                            |                                                               |
| YbGaGe – stop iterbu, galu i germanu | ≐0                                        | ≐0                                              | podważone                                                     |
| Zerodur                              | ≈0,02                                     |                                                 | 0...50 °C                                                     |
| Złoto                                | 14                                        | 42                                              |                                                               |
| Żelazo                               | 11,8                                      | 33,3                                            |                                                               |